# Досократици
Предсократици (нем.:Vorsokratiker; фр. présocratiques) е историко-философски термин, назоваващ дервногръцките философи активни преди и до времето на Сократ(470 – 399 пр.н.е.) Тъй като филосфските идеи и школи, които тръгват от тях, в много случаи се проследяват и по-късно, „предсократическа философия“ се счита за неудачен термин. Названието „предсократици“ става общоупотребимо след 1903 г., когато Херман Дилс публикува за първи път книгата Фрагментите на Предсократиците. На немски език терминът се среща още в края на 18в., а след средата на 19 в. се употребява и на английски език.
Списъкът с имена в книгата на Дилс и Кранц стига до 88-а позиция; но са известни и други. Популярни са:
- Талес, Анаксимандър, Анаксимен – философи-натуралисти от Милетската школа
- Хераклит
- Питагор от Самос, основател на Питагорейската школа, към която принадлежат:
- Тимей от Локри
- Ксенофан
- Парменид
- Емпедокъл и Анаксагор
- Диоген Аполонийски
- Протагор и софисти.

## Доктрина
Често пъти е доста трудно да се дефинира точно мисълта на предсократиците, както и да реконструираме аргументациите, които те използват, за да обяснят своите теории. Това, което ни остава от техните писания са цитатите на философите и античните историци, както и някой и друг запазен фрагмент.
Като цяло предсократиците отхвърлят традиционните митологични интерпретации на явленията в полза на по-рационални обяснения, свързани с изучаването на природата, заради което те често били заклеймявани от религията като езотерици. Те по-специално са си задавали въпроси свързани „със същността на нещата“:
- Какъв е произходът на нещата?
- Какъв е основният елемент на всички неща?
- Как може да се обясни многообразието, което съществува в природата?
- Каква е връзката между единството и многообразието, или между това да бъдеш и да станеш?
- Как може да се определи природата математически?

Въпреки че късните философи отхвърлили много от отговорите дадени от ранните гръцки философи, философията никога не е преставала да размишлява над въпросите, които те са постигнали. Освен това космологията, предложена от тях в по-късното развитие в областта на науката.

## История
Западната философия започва в Древна Гърция през 6 век пр.н.е. Повечето предсократици били от източните и западните краища на Гърция. Техните усилия били насочени към разследването на крайната основа и същественият характер на външния свят. Те търсели материалния принцип на нещата, както и метода на техния произход и изчезване. Като първите философи, те изтъкват рационалното единство на нещата и отхвърлят митологичните обяснения за света. Само фрагменти от оригиналните съчинения на предсократиците оцеляват. Познанията, които имаме от тях получаваме от късните философи-Аристотел, Плутарх, Диоген Лаерций, Симплициус, както и някои ранни теолози – Климент от Александрия и Иполит от Рим.
| „ | Когато човек се замисли какво би се случило с всеки един от модерните философи, ако за него можеше да се научи само от неговите съперници, вижда се колко достойни са били предсократиците, щом като въпреки булото от злонамереност хвърляно върху тях от опонентите им, те все пак изглеждат велики. Бъртранд Ръсел | “ |

### Милетската школа
Първите предсократици били философите от Милет на западния бряг на Мала Азия. Талес (624 – 546 г. пр.н.е.) е бащата на гръцката философия; той заявил, че водата трябва да е основата на нещата. След него идва Анаксимандър (610 – 546 г. пр.н.е.) първият писател на философията. Той приема, първия принцип като неопределен, неограничено вещество без качества, от които основните противоположности топло и студено, влажно и сухо, стават разграничавани.

### Питагорейство
Практическата страна на философията е въведена от Питагор от Самос (582 – 496 г. пр.н.е.). Отнасяйки се към света както към съвършена хармония, Питагор има за цел да накара човечеството по същия начин да водят хармоничен живот. Неговото учение било прието и продължено от много последователи на питагорейците, които се събирали в неговите училища в южната част на Италия, в град Кротон.

### Школата в Ефес
Хераклит от Ефес постулира, че всички неща в природата са в състояние на постоянен поток, свързан с логическата структура или модел, който той нарича Логос. За Хераклит, огънят, един от четирите класически елементи, мотивира и подкрепя този вечен модел. От огъня всичко е произлязло и го връща обратно в период на непрекъснат процес.

### Софистика
Софистите са по-скоро специалисти в реториката, отколкото собствено философи. Те процъфтяват в резултат на нуждите от образование по онова време. Видни софисти са
- Протагор (490 – 420 г. пр.н.е.) от Абдера в Тракия,
- Горгий (487 – 376 г. пр.н.е.) от Леонтини в Сицилия,
- Хипас (485 – 415 г. пр.н.е.) от Елис в Пелопонес, и
- Продик (465 – 390 г. пр.н.е.) от Цикладския остров Кос.